# Daniel Sharman
Daniel Andrew Sharman (Hackney, Londres; 25 de abril de 1986) es un actor inglés, más conocido por interpretar a Troy Otto en la serie  apocalíptica Fear the Walking Dead, Ares en la película Immortals (2011), Kaleb/Kol Mikaelson en la serie de drama The Originals, El monje que llora/Lancelot en la serie de Netflix Cursed, y a Isaac Lahey en la serie de drama sobrenatural de MTV Teen Wolf.

## Vida Personal
Se desconoce la pareja actual del actor o si se encuentra relacionado con alguien en el aspecto romántico (2024) 

## Biografía
Sharman asistió al Mill Hill School, donde era conocido como Dan Sharman y también el Arts Educational School, ambos en Londres. Durante sus años escolares, actuó en la obra Kvetch, que llegó al famoso festival Edinburgh Fringe. De 2004 a 2007, Sharman estudió en la London Academy of Music and Dramatic Art, obteniendo una licenciatura en arte dramático.

## Carrera
Sharman comenzó a actuar a la edad de nueve años cuando hizo una prueba para la Royal Shakespeare Company y fue seleccionado entre cientos de otros niños y se quedó por dos obras: The Park en 1995 y Macbeth en 1996. También actuó en El chico de los Winslow, en 2002.
Su primer papel en cine fue en la película independiente The Last Days of Edgar Harding, en la que interpretó a un músico. En 2010, fue elegido como Ares, el dios griego de la guerra en la película de acción y fantasía, Immortals junto a Joseph Morgan, Mickey Rourke, Kellan Lutz y Henry Cavill, entre otros, la película fue estrenada en 2011. También apareció en la película de terror The Collection, lanzada en noviembre de 2012 junto a Eaddy Mays, su compañera de reparto en Teen Wolf.
Los créditos en televisión de Sharman incluyen a The Nine Lives of Chloe King como Zane, donde compartió créditos con Colton Haynes otro compañero de Teen Wolf; Inspector Lewis, Starting Over, una película para televisión y Funny or Die's The Sexy Dark Ages con Shawn Pyfrom y Robert Englund.
A partir de 2012, Sharman aparece como el hombre lobo Isaac Lahey en la serie de drama sobrenatural de MTV, Teen Wolf.
Daniel aparecerá en la película para televisión When Calls the Heart basada en la novela romántica de Janette Oke del mismo nombre. También participará en The Beauty of Sharks con Bill Nighy, Sharon Stone y Faye Dunaway, en la que interpreta dos papeles: Samuel Hamilton, y una mujer. El 7 de mayo de 2014 se confirmó que Sharman fue contratado para interpretar a Kaleb, un brujo con un oscuro pasado en la segunda temporada de The Originals. Daniel aparecerá en la serie dramática y de terror Fear The Walking Dead como personaje recurrente interpretando el papel de Troy.  
A mediados del 2017 fue fichado y contratado en la segunda temporada de la serie original de movistar llamada Medici: Masters of Florence,  en la que da vida a Lorenzo de Médici, siendo el protagonista principal sobre el que gira toda la trama.

## Filmografía
| Cine       | Cine                              | Cine                            | Cine                                         |
| Año        | Película                          | Papel                           | Notas                                        |
| ---------- | --------------------------------- | ------------------------------- | -------------------------------------------- |
| 2011       | The Last Days of Edgar Harding    | Harry                           |                                              |
| 2011       | Funny or Die's The Sexy Dark Ages | Ulric                           | Cortometraje                                 |
| 2011       | Immortals                         | Ares                            |                                              |
| 2012       | The Collection                    | Basil                           |                                              |
| 2013       | The Beauty of Sharks              | Samuel Hamilton                 |                                              |
| 2014       | Drone                             | Matt Collier                    |                                              |
| 2016       | Albion: The Enchanted Stallion    | Lir                             |                                              |
| 2017       | Soon You Will Be Gone             | Jason                           |                                              |
| Televisión |                                   |                                 |                                              |
| Año        | Título                            | Papel                           | Notas                                        |
| 2003       | Judge John Deed                   | Andy Dobbs                      | 1 episodio                                   |
| 2007       | Starting Over                     | Alexander Dewhurst              | Película para televisión                     |
| 2009       | Lewis                             | Richard Scott/Shylock           | 1 episodio                                   |
| 2011       | The Nine Lives of Chloe King      | Zane                            | 2 episodios                                  |
| 2012—2014  | Teen Wolf                         | Isaac Lahey                     | Recurrente (Temporadas 2-3)                  |
| 2013       | When Calls the Heart              | Edward Montclair                | Película para televisión                     |
| 2014—2015  | The Originals                     | Kaleb Westphall / Kol Mikaelson | Recurrente (12 episodios)                    |
| 2017       | Mercy Street                      | Lord Edward                     | Personaje recurrente                         |
| 2017, 2023 | Fear the Walking Dead             | Troy Otto                       | Protagonista (Temporada 3 & 8; 20 episodios) |
| 2018       | Medici: Masters of Florence       | Lorenzo de Médici               | Protagonista principal (temporada 2-3)       |
| 2020       | Cursed                            | Monje que llora                 | Protagonista principal, serie de Netflix     |

## Videos musicales
| Año  | Artista             | Título         | Papel    | Minuto |
| 2016 | The Black Eyed Peas | #WheresTheLove | Él mismo | 3:07   |

## Productor
| Año  | Título      | Nota      |
| ---- | ----------- | --------- |
| 2017 | Simularidad | Productor |